# آرتور دو گوبینو
کنت آرتور دو گوبینو (به فرانسوی: Joseph Arthur de Gobineau) (۱۸۱۶–۱۸۸۲) نویسنده، خاورشناس، شاعر، تاریخ‌نگار، پژوهشگر و سیاستمدار فرانسوی بود.
ریشهٔ نظریه نژادگرایانه نوین را به او نسبت می‌دهند. با این که در زمان زندگیش جز در نزد اندکی از روشنفکران و هنرمندان مانند واگنر _که دوست او بود_ شناخته نشد، پس از مرگ اندیشه‌های او هوادارانی یافت و باورش دربارهٔ نابرابری نژادها به ویژه در آلمان طرفدار پیدا کرد و مشهور شد.

## زندگی‌نامه
گوبینو در شهر ویل‌داوری از شهرهای فرانسه به دنیا آمد. پدرش از خاندان بوردو بود. مادرش در کودکی گوبینو به سوئیس رفت و پسرش را به مدرسهٔ بی‌ین فرستاد در این مدرسه بود که مقدمات زبان‌های شرقی را فراگرفت.
بعد از مدتی به علت اخراج پدرش از ارتش فرانسه به شهر لوریان رفت و در این شهر به تاریخ و ادبیات علاقه پیدا کرد.
استادش دربارهٔ او گفته بود: هرگز کسی را ندیده‌ام که در عین هوشمندی این همه ساده‌دل باشد. از همان دوران مسحور زیبایی‌های مشرق‌زمین گشت و در نوزده‌سالگی به پاریس رفت. در پاریس به کارهای اداری و روزنامه‌نگاری مشغول گشت و اولین منظومهٔ خود را با نام دلفزا را که همهٔ بازیگران آن ایرانی بودند، به رشتهٔ تحریر درآورد و در آن کمی از تأثرات و عواطف خود را بیان کرد.
در سال ۱۸۴۹ توکویل وزیر امور خارجه فرانسه او را رئیس دفتر خود کرد و راه را برای سفرهای گوبینو به مشرق‌زمین هموار کرد.

## سفر به ایران
گوبینو در سال ۱۸۵۵ به همراه همسر و دخترش از طریق بندر بوشهر به ایران آمد و از طرف دربار استقبال باشکوهی از او به عمل آمد. در طول اقامت خود در ایران به زبان فارسی مسلط شد و به کارهایی از قبیل سکه‌شناسی و مطالعهٔ تاریخ و فلسفه و ترجمهٔ متون فارسی به فرانسه مشغول گشت.گوبینو در طول زندگی پر ماجرای خود در سال ۱۸۵۸ بار دیگر به فرانسه بازگشت و به آمریکا رفت و بعد از مدتی بار دیگر در مقام سفیر فرانسه به تهران اعزام شد و تا سال ۱۸۶۳ در این مقام باقی ماند. سال‌های آخر عمر او در سفر به سرزمین‌های اروپایی مخصوصاً آلمان و ایتالیا سپری شد و در اواخر عمر هم در پاریس زیست و در شهر تورین درگذشت.

## در مورد ایرانیان
گوبینو ایران را سنگ خارایی می‌نامد که با وجود ناملایمات بسیار در طول تاریخ همچنان همان است که بود: «ایرانیان خود را در کشورشان و کشور را در خودشان دوست دارد. آنان با بی‌اعتنایی به آمد و شد حکومت‌های گوناگون نظر می‌کنند، بی آن‌که علاقه‌ای به یکی از آن حکومت‌هایی که از بالای سر آنها می‌گذرند، نشان دهند. بدین‌سان، آنان مردمانی عاری از حس وطن‌پرستی سیاسی به نظر می‌آیند، اما کشورگشایی‌ها و چیره‌شدن‌ها، بی‌آن‌که به فردیت ایرانی آسیبی برسانند، نیروی خود را از دست داده و نابود می‌شوند. به عبث، می‌توان بخشی از ایران را جدا یا سرزمین آن را تقسیم کرد؛ می‌توان نام ایران را از آن گرفت، ایران، ایران خواهد ماند و نخواهد مُرد.»
ایران در نظر من، چونان سنگ خارایی است که موج‌های دریا آن را به ااعماق رانده‌اند، انقلابات جوی آن را به خشکی انداخته، رودی آن را با خود برده و فرسوده کرده‌است؛ تیزی‌های آن را گرفته و خراش‌های بسیاری بر آن وارد آورده، اما سنگ خارا که پیوسته همان است که بود، اینک، در وسط دره‌ای بایر آرمیده‌است. زمانی که اوضاع بر وفق مراد باشد، آن سنگ خارا گردش از سر خواهد گرفت. اهمیتی ندارد که کدام عنصر طبیعی پیروز شده یا چه حوادثی رخ داده باشد؛ تا زمانی که او از میان نرفته باشد، همان سنگ خارا خواهد بود و به جای نیرویی که بخواهد در درازای یک سده اندک آسیبی بر او وارد کند، او بر هزار نیروی مشابه چیره خواهد شد.»
«گوبینو می‌نویسد: «ایرانیان قومی باستانی‌اند و چنان‌که خود می‌گویند، شاید، کهن‌ترین ملت جهان‌اند که حکومتی منظم داشته‌اند و بر روی زمین همچون ملتی بزرگ عمل کرده‌اند. این حقیقت در ذهن هر خانواده ایرانی حضور دارد و تنها گروه‌های درس خوانده نیستند که این مطلب را می‌دانند و آن را بیان می‌کنند. حتی مردمان طبقات بسیار پایین نیز همین سخنان را تکرار می‌کنند و آن را موضوع گفتگوهای خود قرار می‌دهند. این مطلب شالوده استوار حس برتری آنان و یکی از اندیشه‌های عمومی و بخش ارجمندی از میراث معنوی آنان است. گاه شنیده‌ام که به تعارف می‌گویند که فرانسویان عالی‌ترین نمونه نظام پادشاهی کهن اروپایی را به وجود آورده‌اند و از این حیث به ایرانیان شباهت دارند.»
او همچنین می‌گوید: ضعف ایرانیان بیشتر در تربیت اخلاقی آن‌هاست. تقریباً دروغ و فریب و حقه‌بازی تا سر حد امکان و خیانت در عشق با وجود قوانین مذهبی و سر تا پا غرق در قساوت‌بودن جز علاقه به خانواده (که باید گفت از آن صمیمی‌تر و ملایم‌تر ممکن نمی‌شود)، تمام عواطف را تباه‌ساختن آنچنان‌که از وطن‌پرستی نیز شبحی باقی نماند.
«همهٔ مردم در ایران دزدی می‌کنند. حاکم شهر اهالی را می‌چاپد. کارمند زیردست او در حول و حوش خود دزدی می‌کند. حاکم قسمت اعظم پولی را که باید برای حکومت مرکزی بفرستد، نزد خود نگاه می‌دارد و برای آنکه طعم دست‌آویزهایی را که برای اقدام خود ابداع کرده‌است بچشاند، نوعی مقرّری به نخست‌وزیر تقدیم می‌کند. نخست‌وزیر هم به نوبهٔ خود برای آنکه مبادا کاسهٔ حوصلهٔ شاه لبریز شود، سهمی به او می‌دهد که دهان او را ببندد.»
نشاندن تعارفات به‌جای اخلاق فردی و جمعی …جایز دانستن هرگونه پستی مادام که در لفافه لبخند و ظاهر خوش پوشیده باشد.. اینست که معتقدم ایرانیان آماده‌اند تا مانند هندوستان تن به سلطهٔ اروپا بدهند

## آثار
از آثار او می‌توان به کتاب‌های زیر اشاره کرد.
- زندانی خوش‌بخت (۱۸۴۶)
- مادموازل ایرنوا (۱۸۴۸)
- صومعهٔ تیفن (۱۸۴۹)
- جستار دربارهٔ نابرابری نژادهای انسانی(۱۸۵۳)
- سه سال در آسیا (۱۸۵۹) (توسط ذبیح‌الله منصوری به فارسی ترجمه شده‌است)
- ادیان و فلسفه‌های آسیای مرکزی (۱۸۶۵) - محمدعلی جمالزاده دربارهٔ این کتاب می‌نویسد: «یکی از کتب بسیار مفیدی که وی دربارهٔ ایران نگاشت «ادیان و فلسفه‌های آسیای مرکزی» است. از خصوصیات این کتاب، مطالبی‌ست که دربارهٔ طرز دینداری ایرانیان، تصوف و ظهور باب و علی‌الخصوص تعزیه در ایران آمده‌است. دوگوبینو با تحسین عظیمی از تعزیه سخن می‌گوید و آن را از تراژدی‌های کلاسیک یونانی، بهتر و مؤثرتر می‌داند.» / منبع : کنت دوگوبینو «قنبرعلی» به ترجمه محمدعلی جمالزاده؛ به‌کوشش علی دهباشی - تهران: سخن ۱۳۸۲ ص۲۹
- افسانه‌های آسیایی
- رنسانس امادیس (۱۸۷۶)
- نامه نگاری تاریخ ایرانیان
- لیلا خانم
- قنبرعلی - محمدعلی جمالزاده دربارهٔ ترجمه قنبرعلی می‌نویسد: «[تمامی] داستان‌های کنت دوگوبینو قبلاً با عنوان «افسانه‌های آسیایی» به ترجمه آقای م. عباسی از طرف انتشارات ابن سینا در تهران در سال ۱۳۳۳ انتشار بافته‌است… همین داستان «قنبرعلی» در سال ۱۳۲۸ توسط آقای اسفندیاری در مجله «» کاویان به چاپ رسیده‌است» / منبع : کنت دوگوبینو «قنبرعلی» به ترجمه محمدعلی جمالزاده؛ به‌کوشش علی دهباشی - تهران: سخن ۱۳۸۲ صص ۱۹ و ۲۰ - ترجمه محمدعلی جمالزاده از کتاب «قنبرعلی» در ایران یک‌بار از سوی انتشارت سخن و یک‌بار دیگر از طرف انتشارات علم در ذیل چاپ مجموعه آثار او بازنشر شده‌است.
- جنگ ترکمن‌ها (۱۸۷۶) - ترجمه محمدعلی جمالزاده
- ایران از نگاه گوبینو، ترجمه ناصح ناطق، تهران، بنیاد موقوفات محمود افشار، ۱۳۶۴ (این کتاب یکی از آثار نژادگرایانهٔ گوبینو است که در آن برتری برخی نژادها مطرح می‌شود).

## سه سال در آسیا
سه سال در آسیا (عنوانِ فرانسه: Troi ans en Asie) گزارش سفری‌ست که کنت دو گوبینو در میان سالهای ۱۸۵۵ تا ۱۸۵۸ به خاورمیانه و ایران به عنوان فرستادهٔ وزارت خارجهٔ فرانسه انجام داده‌است. شایانِ ذکر است که این سفرنامه جزء آثار کمتر خوانده شدهٔ این رئیس دفتر سابق الکسی دو توکویل محسوب شده و آن را در دو بخش کلّی تألیف کرده. بخش نخست حاویِ ۱۱ فصل در شرحِ ماوقعِ سفر از مالت، مصر و مکه تا بوشهر، اصفهان و تهران و بخش دوم در ۷ فصل شاملِ نظرات اجتماعی، سیاسی، دینی و تاریخی او دربارهٔ ایران است. این اثر با ترجمهٔ عبدالرضا هوشنگ مهدوی در سال ۱۳۸۳ توسّط نشر قطره چاپ شده‌است.
بخش یکم
1. مالت - اسکندریه
2. قاهره - سوئز
3. کشتی ویکتوریا
4. جدّه
5. عدن
6. مسقط
7. بوشهر
8. بوشهر - شیراز
9. شیراز - اصفهان
10. اصفهان
11. اصفهان - طهران

بخش دوم
1. ملت
2. مذهب
3. صوفیان، اهل حق، زرتشتیان
4. وضع مردم
5. ویژگیهای اخلاقی و روابطِ اجتماعی
6. نتایج احتمالیِ روابط اروپا و آسیا
7. بازگشت